# Liste von Schullektüren in der DDR
Diese Liste enthält literarische Werke, die in der DDR im Deutschunterricht gelesen wurden.

## Hintergründe
In den Schulplänen für den Deutschunterricht waren für jedes Jahr bestimmte Bücher vorgeschrieben, die mit den Schülern zu lesen waren. Die Schüler erhielten die Exemplare meist von der Schule in kleinen Paperbackausgaben (u. a. aus dem Reclam-Verlag) geliehen. Sie konnten sie sich aber auch selbst besorgen.
Die Schullektüre blieb über viele Jahre nahezu unverändert.

## Bürgerliche Literatur
Es wurden einige wichtige Werke der klassischen deutschen Literatur gelesen (Goethe, Schiller usw.). In den höheren Klassenstufen gab es dazu einige wenige Werke der historischen humanistischen Weltliteratur.

### Deutsche Literatur
- Georg Büchner: Woyzeck
- Theodor Fontane: Effi Briest
- Johann Wolfgang von Goethe: Faust 1 (verbindlich für Klasse 10)[1] und Faust 2
- Johann Wolfgang von Goethe: Die Leiden des jungen Werthers
- Heinrich Heine: Deutschland. Ein Wintermärchen (verbindlich für Klasse 10)[1]
- Gotthold Ephraim Lessing: Nathan der Weise (verbindlich für Klasse 9)[2]
- Heinrich Mann: Der Untertan (verbindlich für Klasse 10)[1]
- Thomas Mann: Mario und der Zauberer (verbindlich für Klasse 10)[1]
- Friedrich Schiller: Kabale und Liebe (verbindlich für Klasse 10)[1]
- Friedrich Schiller: Wallenstein
- William Shakespeare: Romeo und Julia
- Theodor Storm: Der Schimmelreiter

### Fremdsprachige Literatur
- Daniel Defoe: Robinson Crusoe (verbindlich für Klasse 5)[3]
- Victor Hugo: Gavroche (verbindlich für Klasse 7)[4]
- William Shakespeare: Hamlet
- William Shakespeare: Macbeth (verbindlich für Klasse 9)[2]
- Alexej N. Tolstoi: Das goldene Schlüsselchen (verbindlich für Klasse 4)[5]

## Sozialistische Literatur
Ein wesentlicher Bestandteil der Schullektüre waren Bücher von Autoren aus der DDR und aus der Sowjetunion. Dieses waren in den unteren Klassenstufen Kinderbücher, einige ohne offensichtliche politische Ausrichtung (Benno Pludra), andere als spannende Geschichten mit einem sozialistischen Hintergrund. In den höheren Klassenstufen waren die Inhalte dann oft ideologischer (Maxim Gorki, Dieter Noll).

### DDR-Literatur
- Bruno Apitz: Nackt unter Wölfen (verbindlich für Klasse 9)[2]
- Horst Beseler: Käuzchenkuhle (verbindlich für Klasse 7)[4]
- Gerhard Holtz-Baumert: Alfons Zitterbacke
- Gerhard Holtz-Baumert: Der kleine Trompeter und sein Freund (verbindlich für Klasse 2)[6]
- Hermann Kant: Die Aula
- Vilmos und Ilse Korn: Mohr und die Raben von London (verbindlich für Klasse 6)[7]
- Willi Meinck: Salvi Fünf oder Der zerrissene Faden (verbindlich für Klasse 5)[3]
- Karl Neumann: Frank (empfohlen für Klasse 6)[7]
- Dieter Noll: Die Abenteuer des Werner Holt, 1. Teil (verbindlich für Klasse 9)[2]
- Benno Pludra: Bootsmann auf der Scholle (empfohlen für Klasse 2)[6]
- Benno Pludra: Insel der Schwäne
- Benno Pludra: Lütt Matten und die weiße Muschel
- Benno Pludra: Die Reise nach Sundevit (verbindlich für Klasse 4)[5]
- Ludwig Renn: Nobi (verbindlich für Klasse 4)[5]
- Anna Seghers: Das siebte Kreuz
- Erwin Strittmatter: Ole Bienkopp
- Alex Wedding: Ede und Unku (verbindlich für Klasse 5)[3]
- Alfred Wellm: Kaule (verbindlich für Klasse 6)[7]
- Friedrich Wolf: Professor Mamlock (verbindlich für Klasse 9)[2]
- Max Zimmering: Die Jagd nach dem Stiefel (verbindlich für Klasse 4)[5]

### Sowjetische Literatur
- Tschingis Aitmatow: Djamila (verbindlich für Klasse 10)[1]
- Arkadi Gaidar: Timur und sein Trupp (verbindlich für Klasse 4)[5]
- Arkadi Gaidar: Die Feuertaufe (verbindlich für Klasse 6)[7]
- Maxim Gorki: Die Mutter (verbindlich für Klasse 10)[1]
- Nikolai Ostrowski: Wie der Stahl gehärtet wurde
- Michail Scholochow: Ein Menschenschicksal (verbindlich für Klasse 10)[1]
- Leonid Pantelejew: Ljonka (verbindlich für Klasse 7)[4]
- Michail Scholochow: Neuland unterm Pflug
- Michail Scholochow: Der stille Don

## Weitere Werke
Einige weitere Werke Bücher wurden nicht in allen Schulen gelesen oder nur in bestimmten Jahren.
In den obersten Klassenstufen in der Erweiterten Oberschule (EOS) waren einige Werke aus der Weltliteratur fakultativ, meist nach Entscheidung der jeweiligen Deutschlehrer. (Auswahl)
- Thomas Mann: Buddenbrooks
- Thomas Mann: Der Zauberberg
- Erich Maria Remarque: Im Westen nichts Neues